# ژرژ والره ژی‌ار
ژرژ والره ژی‌ار (فرانسوی: Georges Vallerey Jr.‎; ۲۱ اکتبر ۱۹۲۷ – ۴ اکتبر ۱۹۵۴) شناگر اهل فرانسه بود.